# Los enamoramientos
Los enamoramientos es una novela del autor español Javier Marías publicada en 2011 por Alfaguara.

## Trama
La novela cuenta la historia de la editora literaria María Dolz, quien, a través de la visión cotidiana de una pareja de enamorados en su café favorito, percibe una situación que le resulta mucho más agradable que las malas novelas con las que se enfrenta en su trabajo. De un día para otro, sin embargo, la pareja desaparece y María se entera de la sucedido por el periódico. El hombre era Miguel Deverne, un empresario de negocios cinematográficos que fue asesinado a puñaladas por el vagabundo Luis Felipe Vázquez Canella.
María intenta acercarse a Luisa, la viuda de Miguel, y se hacen amigas. En el séquito de Luisa también se encuentra el mejor amigo de Desvern, Javier Díaz-Varela, de quien María se enamora, aunque rápidamente se da cuenta de que los vínculos de esta última con la joven viuda son de lo más ambiguos. Javier, antes un mujeriego inquieto sin necesidad de compromiso, está obsesivamente enamorado de Luisa y solo espera el día en que el duelo por el la pérdida de su marido disminuya. El intenso cuidado de Javier por Luisa le parece sospechoso a María. Mientras escucha una conversación, constata la conexión que evidentemente existe entre la muerte de Miguel y Javier. Javier admite haber chantajeado al vagabundo para que matara a Desvern, lo que justifica citando la enfermedad aparentemente terminal de Miguel. Tras la relación fallida con Javier, María investiga el asesinato en internet y se sorprende por qué ninguno de los periodistas menciona el fatídico diagnóstico sobre Miguel. ¿Quiso Javier eliminar a un rival? Dos años después, María participa en una comida de negocios, y unos instantes después aparecen también Luisa y Javier, que usan anillos idénticos. María piensa que Javier ha logrado su objetivo.

## Técnica narrativa
La novela trata de una misteriosa historia de amor que tiene lugar en la frontera entre la realidad y la ilusión. Aunque la obra no está concebida como novela policiaca, toca cuestiones éticas fundamentales como la impunidad y la justificación del asesinato. Javier Marías utiliza, como en sus novelas anteriores, las situaciones narrativas ambiguas propias de su estilo para deconcertar al lector, ya que al final de la historia nada es igual que al principio. El enfoque detectivesco de la protagonista, que se mueve entre el poder y la moderación, descubre las intrigas y pérdidas detrás del amor. La historia, que se desarrolla casi sin acción externa, tiene lugar cada vez más en la mente del personaje principal. La protagonista se enreda cada vez más en una maraña de pensamientos donde se mezclan la curiosidad, la sospecha y el engaño. María Dolz encarna a la única protagonista  femenina de las novelas de Javier Marías.  Como suele suceder en el universo romántico de Marías, encontramos los temas que le son queridos: la función del secreto, la duda como motor narrativo, el matrimonio y la tensión del amor que de él resulta, el papel central de la traición, el engaño y la cobardía. en las relaciones humanas. Encontramos también su frase amplia y compleja -frecuentemente comparada con la de Proust- con su particular cualidad, a la vez introspectiva y digresiva, que tiene la función de sondear como un sismógrafo los infinitos matices de los movimientos del alma. La novela avanza en oleadas de hipótesis sucesivas, y cada etapa revela un poco más los resortes de la historia narrada, al tiempo que proyecta nuevas sombras sobre los personajes y sus motivaciones.

## Intertextualidad
Marías ilustra la fuerza que dos personas obtienen del amor para optar por una senda nueva y olvidar la vieja al integrar al Coronel Chabert de Honoré de Balzac en la narración. El coronel Chabert, quien es declarado muerto durante las guerras napoleónicas y regresa años más tarde a su esposa, que está recién casada, es repudiado como vivo y considerado un lastre en el presente. En Los enamoramientos se citan y resumen algunos pasajes de la historia. Deverne es asesinado para que Javier pueda casarse con su viuda, Chabert es declarado muerto para que su viuda pueda casarse con otro hombre de mejor posición. Los enamoramientos desarrolla este tema mientras el pasado llega a su fin y el presente abre un nuevo capítulo. El nuevo matrimonio es a la vez principio y fin, para poder renunciar al amor anterior, que no es infinito sino pasajero. La distancia entre el amor y la obsesión ya no está claramente marcada aquí, sino que se vuelve borrosa a medida que avanza la historia.

## Interpretación y recepción
Ijoma Mangold, escribiendo en el semanario alemán Die Zeit, considera que "Este es el gran tema de Javier Marías en Los enamoramientos: ¿quiénes somos, cuánto nos conocemos, qué es el amor cuando somos una hoja en el viento del tiempo? El concepto más difícil y más abstracto, el tiempo, es también el más concreto para nuestra vida. Y no sólo en el sentido último de nuestra temporalidad, nuestra mortalidad. Marías se preocupa aún más por esa mortalidad que no sólo se da con nuestra muerte, sino en cada momento de nuestra vida [..] El amor es mortal y el hombre es un ser infiel que cambia con el tiempo. Cuando nos miramos al espejo, creemos reconocer en él nuestro rostro habitual, pero eso es engañoso: ya no somos los que éramos ayer." 
El redactor del periódico Neue Zürcher Zeitung, Piero Salabè, opina que lo que se despliega aquí es la "estética de la sospecha", en la que no hay certezas, y también una suerte de "caída en desgracia" moderna, porque el enamoramiento impide que los protagonistas se comporten moralmente. Según Salabè es la mentira, detrás de la cual se esconden las figuras, un último bastión de la libertad.
Alberto Manguel elogió la obra: "Los temas clásicos del amor, la muerte y el destino son explorados con elegante inteligencia por Marías en la que quizás sea su mejor novela hasta el momento [...] “Una vez que has terminado una novela”, le dice Díaz Varela a Dolz, “lo que en ella sucedió es de poca importancia y pronto se olvida. Lo importante son las posibilidades y las ideas que nos comunica y nos infunde su trama imaginaria, una trama que recordamos mucho más vívidamente que los hechos reales y a la que prestamos mucha más atención".
Robert McCrum destaca el tema del misterioso asesinato: "Ella [María] se enamora de los enamorados. Cuando su propia vida romántica, brillantemente imaginada por Marías, la deja con la viuda del hombre asesinado, Luisa, un asesinato aparentemente al azar se convierte, inexorablemente, en una historia mucho más oscura de homicidio calculado. En el proceso, María, la narradora, se convierte en cómplice involuntaria de un crimen espantoso, una joven atrapada en una prisión de culpa. "Nadie me va a juzgar", dice al final con una despreocupación condenada, "no hay testigos de mis pensamientos". Es una conclusión aterradora para una obra maestra inquietante expuesta de forma escalofriante." 

## Javier Marías y el enamoramiento
En una entrevista con el NZZ Javier Marías opinó sobre el tema: "De hecho, soy escéptico acerca del enamoramiento. En general, el amor es visto como algo positivo. Por otro lado, a menudo saca a relucir nuestros lados más oscuros.
Estoy convencido de que el amor puede ser el motor de los peores comportamientos de la humanidad. Creemos que el amor nos hace más felices, satisfechos o incluso mejores personas. Sin embargo, a menudo ocurre lo contrario. He tenido la experiencia en mi entorno de que personas desinteresadas y generosas de repente se comportaban de manera egoísta y mezquina solo porque estaban enamoradas.
En general, el amor está sobrevalorado. A los amantes les gusta creer que el destino los unió o incluso los creó el uno para el otro. El proceso de emparejamiento es más como una gran lotería: a quién sorteamos depende de quién está libre en ese momento, a quién acabamos de conocer, quién vive cerca y quién tiene una edad similar. Además, muchas veces somos solo un sustituto de alguien que ha muerto o ha dejado a nuestra pareja. Puedes llamar a eso pesimista, pero creo que es la realidad." 

## Premios
Los enamoramientos ha sido traducido a 18 idiomas y fue elegido Libro del Año 2011 en España. En 2012 recibió el Premio Nacional de Narrativa, pero se negó a aceptarlo, aduciendo que la razón principal es su voluntad de no querer ser etiquetado como autor "favorecido por este o aquel Gobierno". Fue preseleccionado para el National Book Critics Circle Award (ficción) de 2014.